# Pauline Garon
Pauline Garon (Montreal, Quebec; 9 de septiembre de 1900-San Bernardino, California; 30 de agosto de 1965) fue una actriz canadiense del cine mudo, con una imagen personal coincidente con las flapper (mujeres jóvenes, poco convencionales tanto en su conducta como en su vestimenta) de la época.

## Inicios
Su verdadero nombre era Marie Pauline Garon, y nació en Montreal, Quebec (Canadá). Sus padres eran Pierre y Victoria Garon. Pierre era de ascendencia francesa y Victoria de origen irlandés. Garon tenía diez hermanos. Fue educada a lo largo de siete años en el Convento Sacre-Coeur en Montreal, una de las escuelas más prestigiosas de la ciudad. Fue la primera graduada de la institución en actuar en el teatro. Garon no aprendió inglés hasta cumplir los diez años de edad.
Tenía unos 20 años cuando se trasladó a Nueva York, donde empezó a trabajar en Broadway, actuando en obras tales como Buddies y Sonny. 

## Carrera cinematográfica
Garon debutó en el cine con Remodeling Her Husband, sustituyendo a Dorothy Gish. Por este motivo se dijo que era protegida de Lillian Gish. Se asoció con D.W. Griffith cuando llegó a Hollywood en 1920. Su primer papel importante llegó en 1921 con The Power Within. También fue sustituta de Sylvia Breamer en Doubling for Romeo (1921). 
En 1923, fue aclamada como en nuevo descubrimiento de Cecil B. DeMille. Él la eligió para trabajar únicamente en dos películas. Una fue Adam's Rib (La costilla de Adán) (1923). Ese mismo año fue seleccionada como una de las WAMPAS Baby Stars. Ya antes de su "descubrimiento", Garon había sido una estrella en ascenso. Había actuado junto a Owen Moore en Reported Missing (1922). Garon fue muy alabada por su papel en la adaptación por el director Henry King de Sonny (1922). Fue elegida para el papel por King tras haberla visto en un retrato relativo a la producción teatral de la obra en Broadway. En dicha película, estrenada por First National Pictures, actuó con Richard Barthelmess. Se papel de Florence Crosby casi la llevó al estrellato. Sin embargo, la ingenua no tenía un deseo real de convertirse en una celebridad. Garon admitía que pensar en las responsabilidades que conllevaba el estrellato la atemorizaba. 
En su momento de mayor popularidad Garon rodaba al menos cinco películas anuales. Hizo muchos papeles principales en cine de serie B y papeles secundarios en filmes de mayor entidad. Los años veinte fueron una época maravillosa para la actriz. Trabajó junto a Gloria Swanson y John Boles en The Love of Sunya (El amor de Sonia), obra que inauguró el lujoso Teatro Roxy de Nueva York el 11 de marzo de 1927.
Hacia 1928 la carrera de Garon empezó a declinar dramáticamente. Al final, actuó principalmente en versiones francesas de películas de Paramount Pictures. Así mismo, fue escogida para trabajar en películas inglés, aunque menos populares. En los años treinta Garon solo recibía pequeños papeles sin aparecer en los títulos de crédito. De esta manera, Garon actuó en ¡Qué verde era mi valle! (1941) y en dos westerns, Song Of The Saddle (1936) y The Cowboy and the Blonde (1941).

## Matrimonios
Garon se casó en tres ocasiones, la primera con el actor Lowell Sherman en febrero de 1926. La influencia de Sherman sobre ella la llevó a rechazar un contrato a largo plazo con Paramount. En febrero de 1928 se hizo ciudadana de los Estados Unidos. Se separó de Sherman en agosto de 1927. En febrero de 1940 se fugó con la estrella de la radio y actor Clyde Harland John Alban, a Yuma, Arizona. Garon y Alban se divorciaron en 1942. Finalmente se casó con el comediante Ross Forester, matrimonio que duró hasta el fallecimiento de ella.

## Fallecimiento
Garon falleció en el Hospital Patton State, una institución psiquiátrica de San Bernardino, California, en 1965. La causa de la muerte fue una enfermedad cerebral. La salud de Garon hacía tiempo que era precaria. Llegó a tener un colapso en los estudios de la 20th Century Fox en junio de 1952.